# Dyspteris formosa
Dyspteris formosa là một loài bướm đêm trong họ Geometridae.